# Kim Phú
Kim Phú là một xã thuộc thành phố Tuyên Quang, tỉnh Tuyên Quang, Việt Nam.

## Địa lý
Xã Kim Phú nằm ở phía tây thành phố Tuyên Quang, có vị trí địa lý:
- Phía đông giáp các phường An Tường, Hưng Thành, Ỷ La
- Phía tây giáp phường Mỹ Lâm
- Phía bắc và phía nam giáp huyện Yên Sơn.

Xã Kim Phú có diện tích 43,95 km², dân số năm 2022 là 16.321 người, mật độ dân số đạt 371 người/km².

## Hành chính
Xã Kim Phú được chia thành 28 thôn: 1, 2, 3, 4, 5, 6, 7, 8, 9, 10, 11, 12, 13, 14, 15, 16, 17, 18, 19, 20, 21, 22, 23, 24, 25, 26, 27, 28.

## Lịch sử
Ngày 22 tháng 5 năm 1969, Bộ Nội vụ ban hành Quyết định số 269-NV về việc thành lập xã Kim Phú thuộc huyện Yên Sơn trên cơ sở trên cơ sở xã Kim Thắng và xã Vinh Phú.
Ngày 27 tháng 12 năm 1975, Quốc hội ban hành Nghị quyết về việc thành lập tỉnh Hà Tuyên trên cơ sở tỉnh Tuyên Quang và tỉnh Hà Giang. Khi đó, xã Kim Phú thuộc huyện Yên Sơn, tỉnh Hà Tuyên.
Ngày 12 tháng 8 năm 1991, Quốc hội ban hành Nghị quyết về việc chia tỉnh Hà Tuyên thành tỉnh Tuyên Quang và tỉnh Hà Giang. Khi đó, xã Kim Phú thuộc huyện Yên Sơn, tỉnh Tuyên Quang.
Ngày 15 tháng 7 năm 1999, Chính phủ ban hành Nghị định số 56/1999/NĐ-CP về việc sáp nhập một phần dân cư của thị trấn nông trường Tháng 10 vào xã Kim Phú.
Tính đến ngày 31 tháng 12 năm 2010:
- Xã Phú Lâm có 25 thôn: 12, 17, 18, 19, Cam Lâm, Cây Trám, Đát Khế, Đát Nước Nóng, Đồng Xung, Gò Danh, Hang Hươu, Kim Phú, Lâm Nghiệp, Ngòi Khế, Ngòi Xanh 1, Ngòi Xanh 2, Nước Nóng, Ô Rô, Phú Lâm, Suối Khoáng, Tân Lập, Tiền Phong, Vực Vại 1, Vực Vại 2, Vực Vại 3.
- Xã Kim Phú có 26 thôn: 1, 2, 3, 4, 5, 6, 7, 8, 9, 10, 11, 12, 13, 14, 15, 16, 17, 18, 19, 20, 21, 22, 23, 24, 25, 26.

Ngày 19 tháng 3 năm 2019, HĐND tỉnh Tuyên Quang ban hành Nghị quyết số 02/NQ-HĐND về việc:
1. Xã Phú Lâm
- Sáp nhập thôn Ô Rô vào Thôn 18.
- Thành lập thôn Ngòi Xanh trên cơ sở thôn Ngòi Xanh 1 và thôn Ngòi Xanh 2.
- Sáp nhập Thôn 19 vào thôn Tân Lập.
- Thành lập thôn Vực Vại trên cơ sở 3 thôn: Vực Vại 1, Vực Vại 2, Vực Vại 3.

Xã Phú Lâm có 20 thôn: 12, 17, 18, Cam Lâm, Cây Trám, Đát Khế, Đát Nước Nóng, Đồng Xung, Gò Danh, Hang Hươu, Kim Phú, Lâm Nghiệp, Ngòi Khế, Ngòi Xanh, Nước Nóng, Phú Lâm, Suối Khoáng, Tân Lập, Tiền Phong, Vực Vại.
2. Xã Kim Phú
- Thành lập thôn Sơn Khánh trên cơ sở Thôn 25 và Thôn 26.
- Thành lập Thôn T235 trên cơ sở Thôn 21 và Thôn 22.
- Thành lập thôn Tân Long trên cơ sở Thôn 7 và Thôn 8.

Xã Kim Phú có 23 thôn: 1, 2, 3, 4, 5, 6, 9, 10, 11, 12, 13, 14, 15, 16, 17, 18, 19, 20, 23, 24, Sơn Khánh, T235, Tân Long.
Ngày 21 tháng 11 năm 2019, Ủy ban Thường vụ Quốc hội ban hành Nghị quyết 816/NQ-UBTVQH14 về việc sắp xếp các đơn vị hành chính cấp huyện, cấp xã thuộc tỉnh Tuyên Quang (nghị quyết có hiệu lực từ ngày 1 tháng 1 năm 2020). Theo đó:
- Sáp nhập toàn bộ 19,29 km² diện tích tự nhiên và 13.151 người của xã Kim Phú thuộc huyện Yên Sơn vào thành phố Tuyên Quang.
- Điều chỉnh 19,20 km² diện tích tự nhiên và 3.180 người của xã Phú Lâm vừa giải thể vào xã Kim Phú.

Sau khi điều chỉnh địa giới hành chính, xã Kim Phú có 38,49 km² và dân số là 16.331 người.
Xã Kim Phú có 28 thôn: 1, 2, 3, 4, 5, 6, 9, 10, 11, 12, 13, 14, 15, 16, 17, 18, 19, 20, 23, 24, Canh Lâm, Đồng Xung, Ngòi Khế, Sơn Khánh, T235, Tân Lập, Tân Long, Vực Vại.
Ngày 5 tháng 9 năm 2020, HĐND tỉnh Tuyên Quang ban hành Nghị quyết số 34/NQ-HĐND về việc:
- Thành lập Thôn 7 trên cơ sở thôn Tân Long.
- Thành lập Thôn 8 trên cơ sở thôn Sơn Khánh.
- Thành lập Thôn 21 trên cơ sở Thôn T235.
- Thành lập Thôn 22 trên cơ sở Thôn 24.
- Thành lập Thôn 24 trên cơ sở thôn Đồng Xung.
- Thành lập Thôn 25 trên cơ sở thôn Ngòi Khế.
- Thành lập Thôn 26 trên cơ sở thôn Tân Lập.
- Thành lập Thôn 27 trên cơ sở thôn Canh Lâm.
- Thành lập Thôn 28 trên cơ sở thôn Vực Vại.

Xã Kim Phú có 28 thôn: 1, 2, 3, 4, 5, 6, 7, 8, 9, 10, 11, 12, 13, 14, 15, 16, 17, 18, 19, 20, 21, 22, 23, 24, 25, 26, 27, 28.